# Rhadinacris
Rhadinacris is een geslacht van rechtvleugeligen uit de familie veldsprinkhanen (Acrididae). De wetenschappelijke naam van dit geslacht is voor het eerst geldig gepubliceerd in 1923 door Uvarov.

## Soorten
Het geslacht Rhadinacris  is monotypisch en omvat slechts de volgende soort:
- Rhadinacris schistocercoides (Brancsik, 1893)